# Joe Walcott
Joe Walcott (Demerara, 13 de março de 1873 - Massillon, 1º de outubro de 1935) foi um notório pugilista nascido na Guiana Britânica, que se tornou campeão mundial dos meios-médios entre 1901 e 1906.

## Biografia
Apesar de ter nascido na Guiana Britânica, Walcott passou a maior parte de sua infância em Barbados, o que mais tarde veio a lhe render o apelido de Barbados Demon nas arenas de boxe mundo à fora.
Já com catorze anos de idade, em 1887, Walcott mudou-se para os Estados Unidos, aonde foi viver com sua família adotiva em Boston, no Estado de Massachusetts.
Uma vez nos Estados Unidos, Walcott trabalhou como porteiro, cabineiro e carregador de malas em um hotel de Boston, antes de iniciar sua carreira profissional no boxe.
Na sua estreia dentro dos ringues, ocorrida em 1890, Walcott derrotou facilmente Tom Powers, com um nocaute no segundo assalto. Depois disso, entre 1891 e 1895, Walcott emplacou uma impressionante sequência de 42 vitórias, sendo 30 delas por nocaute, antes de seu primeiro encontro contra George Kid Lavigne.
Lavigne estava invicto, ao passo que Walcott tinha somente duas derrotas no cartel, de modo que essa luta prometia ser um verdadeiro espetáculo. Após concordar que só obteria a vitória caso nocautesasse Lavigne, Walcott, partiu com tudo pra cima de seu advesário, que se viu em perigo durante a maior parte do combate. Porém, vendo o fim da luta se aproximando, um já bastante ansioso Walcott começou a se descuidar na defesa, o que resultou na queda de Walcott no 13º assalto. Daí por diante, Lavigne seguiu castigando Walcott até o fim da luta, que se encerrou no 15º assalto, com a vitória sendo creditada à Lavigne, conforme o acordado previamente.
Após seu insucesso diante de Lavigne, Walcott teve de esperar quase dois anos antes de conseguir uma merecida revanche. Realizada em São Francisco, em 1897, essa segunda luta entre Walcott e Lavigne foi válida pelo título mundial dos pesos-leves, que Lavigne havia capturado em 1896. Infelizmente para o desafiante Walcott, Lavigne conseguiu superá-lo através de um nocaute no 12º round, que dessa forma manteve Lavigne no topo dos pesos-leves.
Não obstante, em 1898, Walcott decidiu apagar seu mais recente fracasso subindo de categoria e desafiando o título do campeão mundial dos meios-médios Mysterious Billy Smith, um lutador com quem Walcott já havia lutado dois empates anteriormente. Em uma empolgante luta que durou vinte assaltos, Smith foi declarado vencedor nos pontos e, assim sendo, Walcott mais uma vez deixava esacapar por pouco a chance de conquistar um título mundial.
Incrivelmente, após falhar em capturar os títulos dos leves e dos meios-médios, em 1899, a decisão de Walcott foi mais uma vez a de subir de categoria e passar a lutar entre os pesos-médios. Obtendo vitórias convincentes contra Autralian Billy Edwards, Dan Creedon (4 vezes), Charley Johnson, Dick O'Brien e Harry Fisher, Walcott havia se recomposto e assim decidiu desafiar o peso-pesado Joe Choynski.
Ocorrida no início de 1900, a luta entre o renomado peso-pesado Joe Choynski e seu oponete Joe Walcott era tida como uma barbada a favor de Choynski nas casas de apostas. Contundo, uma vez iniciado o combate, para surpresa geral, Walcott levou Choynski à lona cinco vezes no 1º assalto. Apesar do duro castigo sofrido no round de abertura, Choynski conseguiu se manter de pé nos assaltos subsequentes, contudo, tendo em vista o massacre que Walcott vinha continuando a aplicar sobre Choynski, o árbitro da luta decidiu interromper o combate no 7º assalto, declarando Walcott vencedor por nocaute técnico.
Revigorado após esse seu grande triunfo, Walcott tornou a descer de categoria e, em 1900, obteve duas vitórias contra seu antigo rival Mysterious Billy Smith, que àquela altura já não era mais o campeão mundial dos meios-médios. Não obstante, após um tropeço diante de Kid Carter, Walcott emplacou vitórias contra Jack Bonner, o futuro campeão dos meios-pesados George Gardner e Young Peter Jackson, antes de conseguir uma nova oportunidade de lutar pelo título mundial dos meios-médios.
Encarando o campeão James Rube Ferns, em um combate ocorrido no final de 1901, Walcott obteve um vitória fácil, terminando a luta com um nocaute no 5º assalto, o que lhe garantiu o direito de se tornar o novo campeão mundial dos meios-médios. Walcott então defendeu seu título até 1904, quando acabou perdendo-o para Dixie Kid, em um combate bastante controvertido, no qual Walcott dominava amplamente seu adversário, antes de ser desqualificado pelo árbitro, sem nenhum motivo aparente, no último assalto. Mais tarde descobriu-se que o árbitro daquela luta havia apostado em Dixie Kid, de modo que Walcott teve seu título devidamente restabelecido.
Walcott manteve então seu cinturão contra um promissor lutador em princípio de carreira, que mais tarde viria se tornar no legendário Sam Langford. Essa disputada luta de quinze assaltos entre Walcott e Langford terminou em um frustrante empate, contudo, os dois nunca mais tiveram a oportunidade de se reencontrarem no ringue, haja vista que depois disso Langford passou a ganhar peso e se tornou um peso-pesado.
Após sua defesa de título contra Langford, ainda 2004, Walcott subiu ao ringue contra o grande campeão dos pesos-leves Joe Gans, em um combate em que não foram colocados nenhum dos dois títulos mundiais em disputa. Gans e Walcott lutaram por vinte assaltos, em uma luta bastante equilibrada, na qual Walcott se demonstrou sempre mais agressivo, ao passo que Gans primou mais pela sua precisão nos golpes. O resultado da luta acabou sendo um empate.
Pouco após sua luta contra Gans, durante as festividades de Ano Novo, Walcott acidentalmente disparou um tiro contra sua própria mão, o que obrigou-o a passar um ano afastado das arenas de boxe. Retornando à ativa em 1906, Walcott ainda conseguiu defender seu título mais duas vezes, antes de vir a perdê-lo definitivamente para Honey Mellody no final daquele ano.
Após uma revanche mal-sucedida contra Mellody, ocorrida apenas um mês depois da primeira luta entre os dois, a carreira de Walcott começou a entrar em um vertiginoso abismo, haja vista que Walcott não mais conseguia se impor sobre seus adversários, o que acabou lhe custando muitas derrotas seguidas a partir de 1908.
Walcott finalmente encerrou sua carreira em 1911, aos 38 anos de idade, tendo posteriormente se tornado em um mero zelador do Madison Square Garden, após ter gastado toda sua fortuna feita nos ringues. Faleceu em 1965, aos 62 anos, envolvido em um acidente de trânsito.
Em 1991, Joe Walcott foi adicionado à galeria dos maiores boxeadores de todos os tempos, que hoje têm seus nomes imortalizados no International Boxing Hall of Fame.